# Manuka (Tonga)
Manuka  es una localidad del distrito de Lapaha, en Tonga. Tiene una población de 302 habitantes en 2021.